# Jan van den Berg
Johannes Jacobus van den Berg, dit Jan van den Berg (né le 22 août 1879 à Haarlem et mort le 21 décembre 1951 à Zandvoort), est un footballeur néerlandais, qui évoluait au poste d'attaquant.

## Biographie

### Carrière en club
Il réalise l'intégralité de sa carrière de joueur avec le club du HFC Haarlem, remportant la Coupe des Pays-Bas en 1902.

### Carrière en sélection
Il fait partie de la sélection néerlandaise lors des Jeux olympiques de 1908, compétition lors de laquelle il remporte la médaille de bronze. Pour autant, en tant que réserviste, il ne joue aucun match.

## Palmarès
| HFC Haarlem - Coupe des Pays-Bas (1) : - Vainqueur : 1901-02. |  | Pays-Bas - Jeux olympiques : - Bronze : 1908. |